# Apicale dendriet

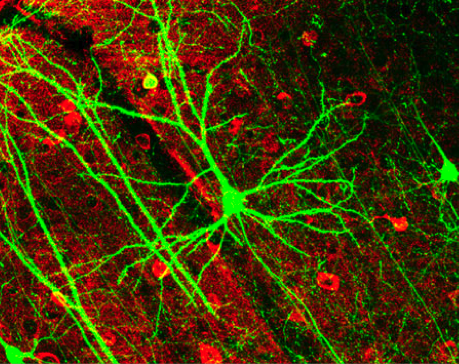
Piramidecel

Een apicale dendriet is een dendriet die tevoorschijn komt uit de top (distaal) van een piramidecel. Apicale dendrieten zijn een van de twee belangrijkste categorieën van dendrieten, en ze onderscheiden de piramidecellen van de dendritische spines in de cortices. Van alle bestaande postsynaptische potentialen die een piramidecel binnengaan worden de meeste opgevangen door de gemmulae of dendritische spine. Piramidecellen worden gevonden in de prefrontale cortex, de hippocampus, de entorinale schors, de reukcortex en andere gebieden. Door de apicale dendrieten vindt synaptische invoer in een cel plaats. De apicale dendrieten in deze regio's dragen aanzienlijk bij tot geheugen, leren en sensorische associaties door de prikkelende en remmende signalen die worden ontvangen door de piramidecellen.

## Achtergrond
Op de piramidecellen zijn twee soorten dendrieten aanwezig:
- Apicaal. De apicale dendrieten zijn het meest distaal langs de opgaande dendritische boom en bevinden zich in laag 1. Deze apicale dendrieten ontvangen synaptische impulsen van verwante corticale en globaal modulerende subcorticale projecties.
- Basaal. De basale dendrieten ontstaan aan de basis van de piramidecel en omvatten kortere radiaal verdeelde dendrieten die impulsen ontvangen van de piramidecellen en interneuronen.[4]

Apicale dendrieten worden op vele manieren bestudeerd. Bij cellulaire analyse worden de elektrische eigenschappen van het dendriet bestudeerd met behulp van stimulusreacties. Een enkele oppervlakteschok van de hersenschors induceert een negatief potentieel van 10-20 ms, een manifestatie van de opgetelde exciterende post-synaptische potentialen (EPSP's) opgeroepen in de distale delen van de apicale dendriet. Dit wordt het Dendritische potentiaal (DP) genoemd en is identiek aan Adrian's oppervlakkige respons in directe corticale reacties. Bij hogere intensiteiten wordt de DP gevolgd door langzame positieve golven (Adrian's Deep Response) of door een langdurige negatieve golf die meer dan 200 ms duurt (Chang's tweede component). De hoogste amplitude van DP's wordt gevonden op het corticale oppervlak, met de polariteit verschoven van negatief naar positief binnen de oppervlakkige laag.

## Ontwikkeling
Dendritische boomstructuurvorming voor piramideneuronen in de cortices vindt progressief plaats, beginnend in de late enbryonale stadia van de ontwikkeling van het embryo en zich uitstrekkend tot de postnatale perioden. Veel dendrieten van de piramideneuronen in de diepe lage vertakken en vormen verbindingen in laag IV, terwijl sommige zich uitstrekken tot meer oppervlakkig liggende lagen. Piramideceldendrieten in laag III vertakken zich om boomstructuren in laag I te vormen. Thalamocorticale sensorische zenuwen zullen synaptisch contact maken met de dendrieten in laag IV, terwijl talloze andere inputs naar de dendrieten in laag I zullen gaan. De postsynaptische structuur wordt gedeeltelijk aangedreven door signalen van inkomende sensorische zenuwvezels en gedurende het leven is er plasticiteit in de synapsen.
De vorming van deze boomstructuren wordt gereguleerd door de sterkte van lokale signalen tijdens de ontwikkeling. Verschillende patronen in activiteit sturen de ontwikkeling van de hersenen aan. Actiepotentiaalveranderingen in de retina, Hippocampus, cortex en ruggenmerg leveren op activiteit gebaseerde signalen aan zowel de actieve neuronen als hun postsynaptische doelcellen. Spontane activiteit afkomstig van neuronale gap junctions, de cortexsubplaat en sensorische inputs zijn allemaal betrokken bij de celsignalering die de dendrietgroei reguleert.
Bruikbare modellen van dendritische boomstructuurvorming zijn de klauwkikkervisjes, die in de vroege stadia van de larvale ontwikkeling transparant zijn en het daardoor mogelijk maken dat met kleurstof gelabelde neuronen gedurende meerdere weken herhaaldelijk worden afgebeeld in het intacte dier. Uit dit en andere modellen is gebleken dat er snelle toevoegingen en terugtrekkingen van dendritische vertakkingen zijn, die de algehele dendriet verlengen en voor meer vertakkingen zorgen. Dit weerspiegelt de ontwikkeling van axonale takken (beide hebben een levensduur van ongeveer 10 minuten). Deze activiteit neemt af naarmate de neuronen volgroeien. Signalen, waaronder glutamaat van axon-vertakkingen, kunnen meer vertakkingen geven.

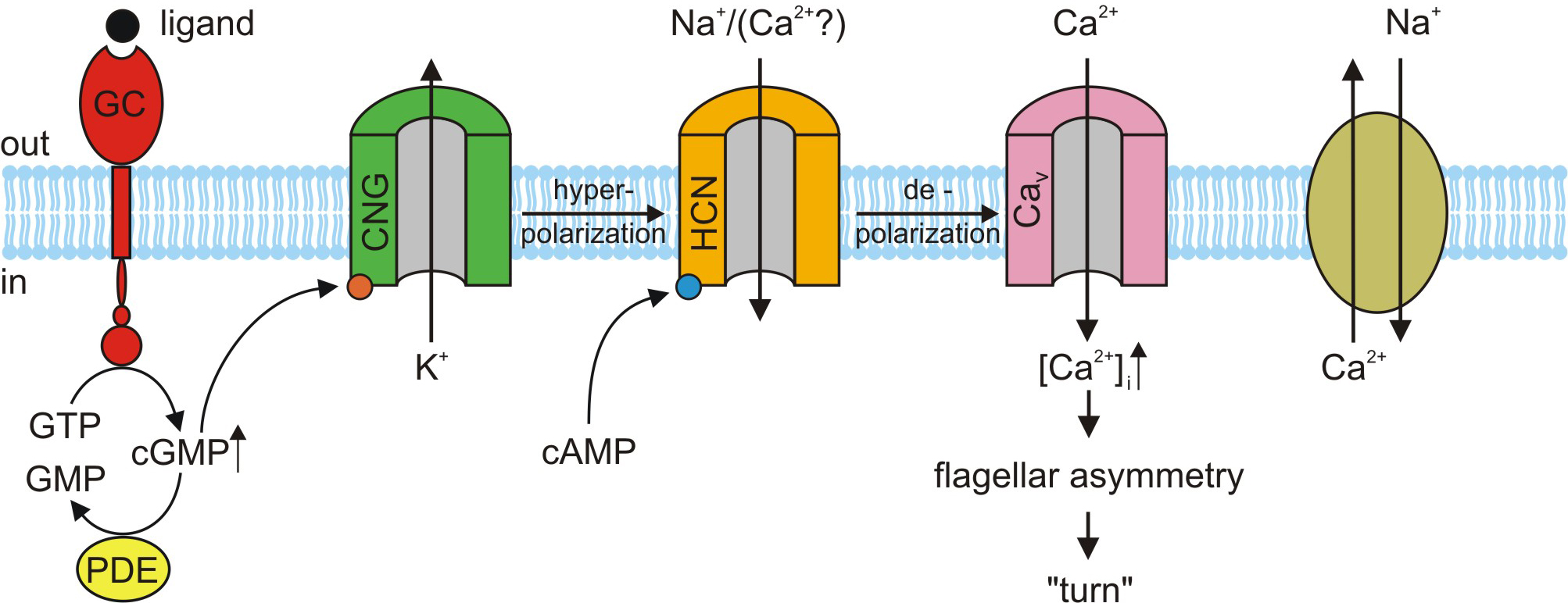
Een voorbeeld van de rol van het cyclische nucleotide–poortvormende ionkanalen bij Arbacia punctulata-sperma chemotaxis.

Bij het klauwkikkervisje zijn verschillende signaalsystemen bestudeerd. In optische tectale neuronen vindt bijvoorbeeld de groei van de dendriet-boomstructuur ongeveer bij het begin van de retinale input plaats. Velen op het caudale tectaat hebben "stille" synapsen die alleen worden gemoduleerd door N-methyl-D-asparaginezuur (NMDA)-receptoren. Naarmate neuronen volgroeit worden, worden alfa-amino-3-hydroxy-5-methyl-4-isoxazol (AMPA)-receptoren toegevoegd, waardoor de synaptische transmissie toeneemt. Neuron- en dendrietontwikkeling zijn NMDA afhankelijk. Snelgroeiende dendrietboomstructuren zijn dynamischer dan langzaam groeiende en dendrieten spelen zelf een actieve rol in hun eigen ontwikkeling. In onderzoeken is aangetoond dat transport van HCN (hypergepolariseerd geactiveerde cyclische nucleotide) voor een poort zorgt voor kanaalisovormen naar dendritische velden van CA1 piramideneuronen in de hippocampus op een leeftijdsspecifieke manier in de zich ontwikkelende hippocampus.
Een van de signalen die in dit systeem worden bestudeerd, is CaMKII (Ca2+/calmoduline-afhankelijk proteïne kinase II) een door calcium/calmoduline gereguleerd serine/threoninekinase dat vereist is voor de inductie, waarbij de langetermijnpotentiëring onderdrukt wordt. CaMKII mRNA is gericht op dendrieten en zowel de eiwitsynthese als de enzymactiviteit worden verhoogd door een sterke synaptische input. Expressie in het klauwkikkervisje geeft aan dat het geassocieerd is met de overgang naar vertraagde groei van de boomstructuur. Dit suggereert dat activiteit de vermindering van de groei en terugtrekking van dendrietvertakkingen bevordert en de configuratie van de boomstructuur stabiliseert. Het volgende patroon komt naar voren voor dit systeem:
1. Takken met alleen NMDA-receptoren volgroeien en rekruteren AMPAR's, die de takken stabiliseren.[3]
2. Deze stabiele vertakkingen voegen vervolgens nieuwe vertakkingen toe met alleen NMDAR-synapsen die ofwel stabiliseren door AMPAR's ofwel zich terugtrekken. AMPAR-toevoegingen zijn aanwezig bij volwassenen en zijn verantwoordelijk voor synaptische plasticiteit.[3]
3. CaMKII-versterking van signalen is het resultaat van het selectieve verkeer van GluR1 AMPAR's in de synapsen. Bij langdurige depressie (LTD) ondergaan de GluR-subeenheden van AMPAR's endocytose.[3]

Een ander model bestudeert de apicale dendrietontwikkeling bij de rat. Injectie van tetanospasmine bij neonatale ratten heeft aangetoond dat de groei van de apicale dendrieten normaal plaatsvindt tijdens signaaldeprivatie (opzettelijke vermindering of verwijdering van prikkels), terwijl de groei van de basale dendriet dan beperkt is. Dit geeft aan dat neurale activiteit essentieel is voor de vorming van nieuwe dendrieten.

## Seksuele dimorfie
De dendritische boomstructuurvorming van de piramidecel is in de cortex cingularis anterior (lagen 2/3) bij mannen complexer en bij de orbitale prefrontale gebieden is dendritische boomstructuurvorming groter bij vrouwen, wat wijst op een fundamenteel verschil in de prefrontale organisatie bij mannen en vrouwen. Bij ratten, bijvoorbeeld, leidt blootstelling aan oestrogeen exogeen of endogeen tijdens proestreus tot een toename van de dichtheid van de CA1 wervelkolom. Deze verschillen kunnen te wijten zijn aan de aanwezigheid van geslachtsklier hormonen waarvan is aangetoond dat ze de celstructuur in de hippocampus beïnvloeden. Van behandeling met testosteron is aangetoond dat het de corticale neuronstructuur beïnvloedt.